# Yatsuka (district)
Yatsuka (八束郡, Yatsuka-gun) is een district van de Japanse prefectuur Shimane.
Op 1 april 2009 had het district een geschatte bevolking van 14.356 inwoners en een bevolkingsdichtheid van 337 inwoners per km². De totale oppervlakte bedroeg 42,64 km². Op 1 augustus 2011 werd de gemeente Higashiizumo aangehecht bij de stad Matsue. Het district hield op te bestaan.

## Dorpen en gemeenten
- Higashiizumo

## Geschiedenis
- Op 31 maart 2005 werden de gemeenten Kashima, Mihonoseki, Shimane, Shinji, Tamayu en Yatsuka en het dorp Yakumo samengevoegd met de stad Matsue.

Subprefectuur:
Oki

Steden:
Gotsu · Hamada · Izumo · Masuda · Matsue (hoofdstad) · Oda · Unnan · Yasugi

Districten:
Iishi · Kanoashi · Nita · Ochi · Oki
Gemeenten per district